# لینده
لینده (به آلمانی: Linde) شرکت چندملیتی تولیدکننده گازهای صنعتی و ارائه‌دهنده خدمات لجستیکی و مهندسی است، که در سال ۱۸۷۹ توسط کارل فون لینده در آلمان تأسیس شد.
این شرکت بزرگترین تولید کننده گازهای صنعتی در جهان می‌باشد. سهام گروه لینده در بازارهای بورس فرانکفورت و بورس زوریخ معامله می‌شود. شرکت لینده با توجه به میزان ارزش سهام، در فهرست ۳۰ شرکت اول شاخص دکس قرار گرفته‌است.
دفتر مرکزی گروه لینده در شهر مونیخ، آلمان قرار دارد و دفتر بین‌المللی آن نیز در شهر ساری، انگلستان مستقر می‌باشد.